# La Bastide-de-Lordat
 La Bastide-de-Lordat  là một xã ở tỉnh Ariège, thuộc vùng Occitanie ở phía tây nam nước Pháp.